# Waverveen
Waverveen est un village néerlandais situé dans la commune de De Ronde Venen, en province d'Utrecht. En 2019, il compte 810 habitants.

## Géographie
Waverveen est situé dans le nord-ouest de la province d'Utrecht, entre Vinkeveen et Mijdrecht, une dizaine de kilomètres au sud d'Amsterdam. Le village se trouve au sud-ouest des lacs de Vinkeveense Plassen et est traversé par le canal Hoofdtocht.

## Histoire
En 1840, Waverveen compte 35 maisons pour 484 habitants. Le village tire son nom du Waver, une rivière coulant au nord.
La commune est indépendante jusqu'au 1er janvier 1841. À cette date, Waverveen fusionne avec Vinkeveen, pour former la nouvelle commune de Vinkeveen en Waverveen. Depuis le 1er janvier 1989, Waverveen fait partie de la commune de De Ronde Venen.